# Liste der Naturdenkmale in Niederstedem
Die Liste der Naturdenkmale in Niederstedem nennt die im Gemeindegebiet von Niederstedem ausgewiesenen Naturdenkmale (Stand 13. April 2024).

## Naturdenkmale
| Nr.         | Bezeichnung                            | Lage                                                | Beschreibung                                           | Bild                                    |
| ----------- | -------------------------------------- | --------------------------------------------------- | ------------------------------------------------------ | --------------------------------------- |
| ND-7232-403 | Silberweide am Stedemer Bach           | südwestlich des Ortes; Flur Auf steinern Brück Lage | Salix alba; um 1875 gekeimt, ca. 20 m hoch             | Direkt Bild zu diesem Denkmal hochladen |
| ND-7232-404 | Rosskastanie beim Haus Ballmann-Krames | Zahlenstraße, gegenüber Nr. 10 Lage                 | Aesculus hippocastanum; um 1830 gekeimt, ca. 25 m hoch | Direkt Bild zu diesem Denkmal hochladen |
| ND-7232-408 | Stieleiche im Vorgarten                | Eßlinger Straße, bei Nr. 10 Lage                    | Quercus robur; um 1840 gekeimt, ca. 18 m hoch          | Direkt Bild zu diesem Denkmal hochladen |